# Aurora Gruescu

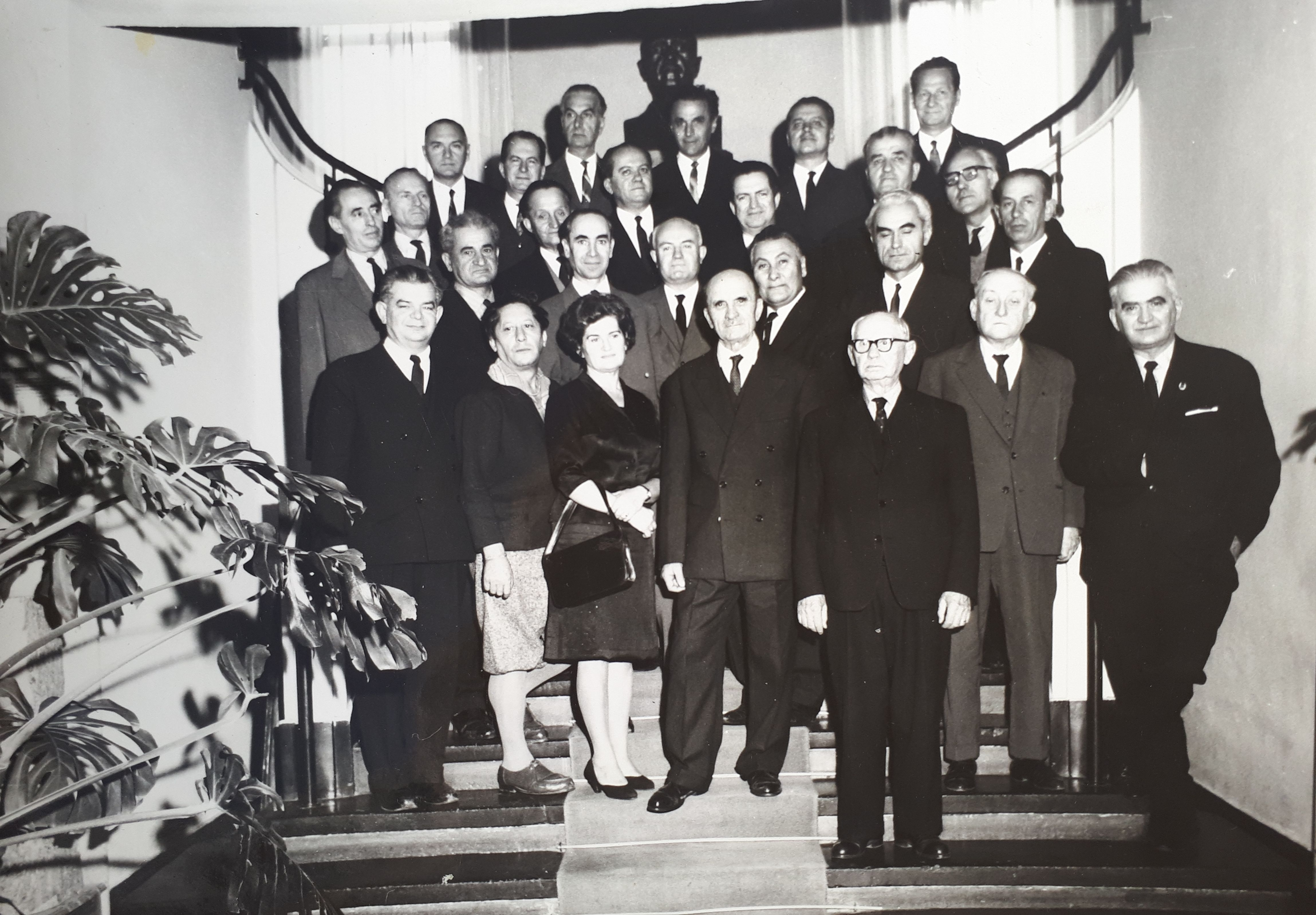
Aurora Gruescu bei einer Jubiläumsveranstaltung der Forstfakultät u. a. mit Alexandru Beldie, Marin Rădulescu, Vintilă Stinghe, Grigore Eliescu, Constantin Chiriță

Aurora Gruescu (* 11. Mai 1914 in Oituz (Bacău), Königreich Rumänien; † 2005 in Rumänien) war eine rumänische Forstingenieurin. Sie war die erste Forstingenieurin der Welt und die erste Rumänin, die in das Guinness-Buch der Rekorde aufgenommen wurde.

## Leben und Werk
Gruescu war das jüngste Kind von sechs Kindern von Maria Dragomir und des Lehrers Chiriac Dragomir. Nach der Grundschule besuchte sie eine Zentralschule für Mädchen und studierte zuerst nach dem Willen ihrer Eltern Medizin an der Polytechnischen Universität Bukarest. Sie bestand 1933 die Prüfung an der Fakultät für Forstwirtschaft und war dort die einzige Studentin unter 130 Studenten. Sie war die erste Studentin der Forstwirtschaft, eines Bereichs, der bis dahin ausschließlich Männern vorbehalten war, und ihre Kommilitonen weigerten sich, mit ihr zu sprechen, und grenzten sie aus. Vor ihrem Abschluss lernte sie den aus dem Banat stammenden Chemieingenieur Carol Gruescu kennen, den sie in Oituz heiratete und mit dem sie einen Sohn bekam.
Ihren Beruf als Forstingenieurin übte sie von 1938 bis zu ihrer Pensionierung 1973 aus. Am 1. Dezember 1938 trat sie ihren Dienst als Forstingenieurin und als Forstunterinspektorin in der Casa Autonomă a Pădurilor Statului, dem autonomen Haus der Staatsforste (CAPS), an. Während des Krieges flüchtete die CAPS-Administration wegen der Bombenangriffe nach Lugoj, wo unter ihrer Führung die ersten Feldarbeiten durchgeführt wurden. Sie richtete eine Gärtnerei ein und forstete eine 80 Hektar große Lichtung am Waldrand auf. Anschließend war sie von 1948 bis 1949 Dienststellenleiterin im Forstministerium und danach bis 1963 Dienststellenleiterin in den Forstämtern von Făgăraș und Bukarest. Bis 1967 leitete sie die Administraţia Parcurilor Capitalei und bis 1973 war sie als leitende Forschungsingenieurin am Bukarester Institut für Forstwissenschaften und Management tätig.
Der Name Aurora Gruescu ist mit dem ersten nationalen Aufforstungsplan in Rumänien verbunden, der auf einer Fläche von 100.000 ha erstellt wurde. Sie leitete auch die Schädlingsbekämpfungsarbeiten in den befallenen Wäldern um Bukarest.
Die Tatsache, dass sie die erste Forstingenieurin des Landes und der Welt war, wurde erst am 16. Februar 2000 bestätigt, als sie einen Brief des Vizepräsidenten der Gesellschaft „Progresul Silvic“, Cristian D. Stoiculescu, erhielt. Im Laufe ihrer Karriere erhielt sie eine Reihe von Anerkennungen mit Ehrenmitgliedschaften in mehreren Organisationen. Aurora wurde zum Ehrenmitglied der General Association of Engineers of Romania, des Ministeriums für Wasser, Forsten und Umweltschutz und der Gesellschaft „Progresul Silvic“ ernannt. Sie wurde auch zur Ehrenbürgerin von Busteni ernannt, wo sie ein Ferienhaus hatte.
Sie veröffentlichte sieben Fachartikel in Revista Pădurilor (Bukarest).

## Auszeichnungen und Ehrungen
- 1956, 1958, 1964: Ehrendiplome des Forstministeriums
- 1992: Ehrenmitglied der Gesellschaft „Progresul Silvic“, Zweigstelle Prahova
- 1993: Ehrenmitglied des Allgemeinen Verbandes Rumänischer Ingenieure
- 1996: Ehrenmitglied der Vereinigung der Frauen mit Universitätsdiplom in Rumänien
- 1996: Ehrendiplom des Ministeriums für Wasser, Forsten und Umweltschutz für besondere Verdienste um die rumänische Forstwirtschaft
- 1996: Große Silbermedaille bei der Binationalen Briefmarkenausstellung Rumänien-Israel für die Ausstellung Rumänischer Wald
- 1997: Nominiert vom American Biographical Institute als Persönlichkeit des Jahres 1997[3]
- 2002: Ehrenbürgerin von Busteni, Kreis Prahova